# まだ旅立ってもいないのに
『まだ旅立ってもいないのに』は、福満しげゆきによる日本の短編漫画作品。またそれを表題作とした漫画短編集。2003年に青林工藝舎より刊行された著者初の単行本でもある。

## 概要
初出はデビュー誌である『ガロ』（青林堂）や『アックス』（青林工藝舎）、『何の雑誌』（幻堂出版）など。作者の初期作品が数多く収録されている。

## あらすじ
まだ旅立ってもいないのに…まだ何もはじまっていないのに…僕はもうクタクタだった……。何をやってもうまくいかず、自分の進みたい道にすすめない。さらには、進みたい道さえ、いつしか見えなくなくなってしまった。そんな思いを抱える人々の11のさえない物語。

## 収録作品
子供が終る子供が泣く
初出：『アックス』（青林工藝舎）Vol.25掲載。
みか月さん
初出：『ガロ』（青林堂）1998年8月号掲載。
フカンゼン少年
初出：『コミックエデン』（兎菊書房）Vol.1掲載。
おじさんのうた
初出：『アックス』（青林工藝舎）Vol.20掲載。
モウカル・ハナシ
初出：『アックス』（青林工藝舎）Vol.12掲載。
まだ旅立ってもいないのに
初出：『ガロ』1998年7月号掲載
つまらない映画の中の君とつまらない映画の中の僕
初出：『何の雑誌』（幻堂出版）2号掲載。
駅前で夜
初出： 未発表作品。
僕たちは残尿感を感じる為だけに生まれてきたんじゃない
初出：『アックス』（青林工藝舎）Vol.24掲載。
青春・夢・挫折・その他
初出：『何の雑誌』（幻堂出版）4号掲載。
知らないトコロの知らないロボット
初出：『ガロ』（青林堂）1997年4月号掲載。

## 書誌情報
- 福満しげゆき『まだ旅立ってもいないのに』青林工藝舎
2003年7月31日発行、ISBN 4-88379-136-X